# 天龍地虎
《天龍地虎》是一部1989年臺灣動作片，由丁善璽編導。

## 角色
| 演員   | 角色   | 備註                           |
| ------ | ------ | ------------------------------ |
| 張雨生 | 白天勇 | 白天虹弟弟，兵役中客串休假憲兵 |
| 蕭紅梅 | 白天虹 | 陸軍神龍小組女神龍隊長         |
| 李興文 | 李新   | 綽號「小李」                   |
| 黃仲崑 | 鄭依達 | 海軍陸戰隊兩棲偵蒐營隊長       |
| 王玉玲 | 暫缺   |                                |
| 薛漢   | 暫缺   |                                |
| 王權   | 暫缺   |                                |

## 劇情簡介
軍官鄭依達為擺脫軍官只能紙上談兵的困境，自願申請轉調兩棲偵搜集訓隊受訓，歷經磨難而成長，並和陸軍神龍小組女隊長白天虹終成冤家。

## 外部連結
- YouTube上的張雨生-大地的天使(片段)